# Bayonville-sur-Mad
 Bayonville-sur-Mad  es una población y comuna francesa, en la región de Lorena, departamento de Meurthe y Mosela, en el distrito de Toul y cantón de Thiaucourt-Regniéville.

## Demografía
| 369 | 370 | 395 | 340 | 324 | 306 |
| Para los censos de 1962 a 1999 la población legal corresponde a la población sin duplicidades (Fuente: INSEE [Consultar]) |     |     |     |     |     |